# سلطان الشاعر
سلطان بن حمد بن سلیمان الشامسی (سلطان الشاعر) (زادهٔ ۱۹۳۹ _ درگذشت ۳۱ مارس ۲۰۰۹) شاعر و بازیگر اهل امارات متحده عربی بود. 
از کارهای او می‌توان به «الغوص»، «إشحفان» و «قوم عنتر» اشاره کرد. 
وی در سال ۱۹۸۰ دچار سانحه رانندگی شد که منجر به از دست دادن بینایی وی شد و نزدیک به بیست و پنج سال در رسانه‌ها غایب بود.